# 2018년 동계 올림픽 통가 선수단
2018년 동계 올림픽 통가 선수단은 대한민국 평창군에서 개최된 2018년 동계 올림픽에 참가한 올림픽 통가 선수단이다. 지난 대회인 2014년 소치 올림픽 이후 통산 두번째 동계 올림픽 참가이다.
이번 대회에서는 남자선수 한 명이 크로스컨트리 한 종목에 출전한다.

## 참가 선수
| 종목         | 남자 | 여자 | 종합 |
| ------------ | ---- | ---- | ---- |
| 크로스컨트리 | 1    | 0    | 1    |
| 종합         | 1    | 0    | 1    |

## 크로스컨트리 스키
통가에는 총 한 명의 선수가 배정됐으며 피타 타우파토푸아 선수가 출전하였다. 타우파토푸아 선수는 지난 2016년 리우 올림픽에서 태권도 종목에 출전했던 태권도 선수였으나 종목을 바꾸어 이번 대회에서도 출전하게 되었다.
남자
- 피타 타우파토푸아 - 15km 프리

## 성적
| 선수              | 종목                        | 결선    | 결선     | 결선  |
| 선수              | 종목                        | 시간    | 차이     | 순위  |
| ----------------- | --------------------------- | ------- | -------- | ----- |
| 피타 타우파토푸아 | 크로스컨트리 남자 15km 프리 | 56:41.1 | +22:57.2 | 114위 |